# 松村由利子
松村 由利子（まつむら ゆりこ、1960年9月14日 - ）は、日本の歌人、新聞記者、著作家、翻訳家。
まつむら ゆりこ名義で、科学関係の児童書の翻訳も手がける。

## 経歴
1960年、福岡県福岡市生まれ。福岡県立筑紫丘高等学校、東洋英和女学院短期大学、西南学院大学文学部英文科卒。同大学院中退。
朝日新聞社を経て、毎日新聞社に入社。千葉支局、生活家庭部、学芸部、科学環境部の記者をつとめる。
2006年よりフリーとなる。2010年より沖縄県石垣島在住。

## 年譜
- 1990年「かりん」入会。馬場あき子に師事。
- 1994年9月、「白木蓮の卵」で第37回短歌研究新人賞受賞。
- 1998年12月、第一歌集『薄荷色の朝に』を出版。
- 2005年11月に出版した第二歌集『鳥女』が第7回現代短歌新人賞を受賞。新聞記者として生きる社会的感覚と子を思う母の気持ちをもとにした作品。
- 2009年、『遠き鯨影』で第45回短歌研究賞受賞。[4]『与謝野晶子』で第5回平塚らいてう賞受賞。[5]
- 2010年、『31文字のなかの科学』で科学ジャーナリスト賞受賞。[6]
- 2011年、第三歌集『大女伝説』で第7回葛原妙子賞受賞。
- 2013年、キャサリン・スティンソンや日本人の女性飛行士らの伝記『お嬢さん、空を飛ぶ - 草創期の飛行機を巡る物語』（NTT出版）を出版。
- 2018年、NHK短歌選者。
- 2020年、第五歌集『光のアラベスク』で第24回若山牧水賞受賞[7]。
- 2023年、『ジャーナリスト与謝野晶子』で第21回日本歌人クラブ評論賞受賞。

## 著作

### 単著
- 『薄荷色の朝に』（短歌研究社） 1998 - 第一歌集
- 『鳥女』（本阿弥書店） 2005 - 第二歌集
- 『物語のはじまり』（中央公論新社） 2007 - 短歌エッセイ
- 『語りだすオブジェ』（本阿弥書店） 2008 - 短歌エッセイ
- 『与謝野晶子』（中公叢書） 2009
- 『31文字のなかの科学』（NTT出版） 2009
- 『大女伝説』（短歌研究社） 2010 - 第三歌集
- 『お嬢さん、空を飛ぶ - 草創期の飛行機を巡る物語』（NTT出版） 2013
- 『子育てをうたう』（福音館書店） 2014 - 短歌エッセイ
- 『耳ふたひら』（書肆侃侃房） 2015 - 第四歌集
- 『少年少女のための文学全集があったころ』（人文書院） 2016 - エッセイ
- 『短歌を詠む科学者たち』（春秋社） 2016[8]
- 『光のアラベスク』（砂子屋書房） 2019 - 第五歌集

## 翻訳
- 『だいたいいくつ? - 数えてみよう・はかってみよう』（ブルース・ゴールドストーン、福音館書店） 2010
- 『風の島へようこそ』（アラン・ドラモンド、福音館書店） 2012
- 『みどりの町をつくろう』（アラン・ドラモンド、福音館書店） 2017